# Répertoire de l'orchestre symphonique

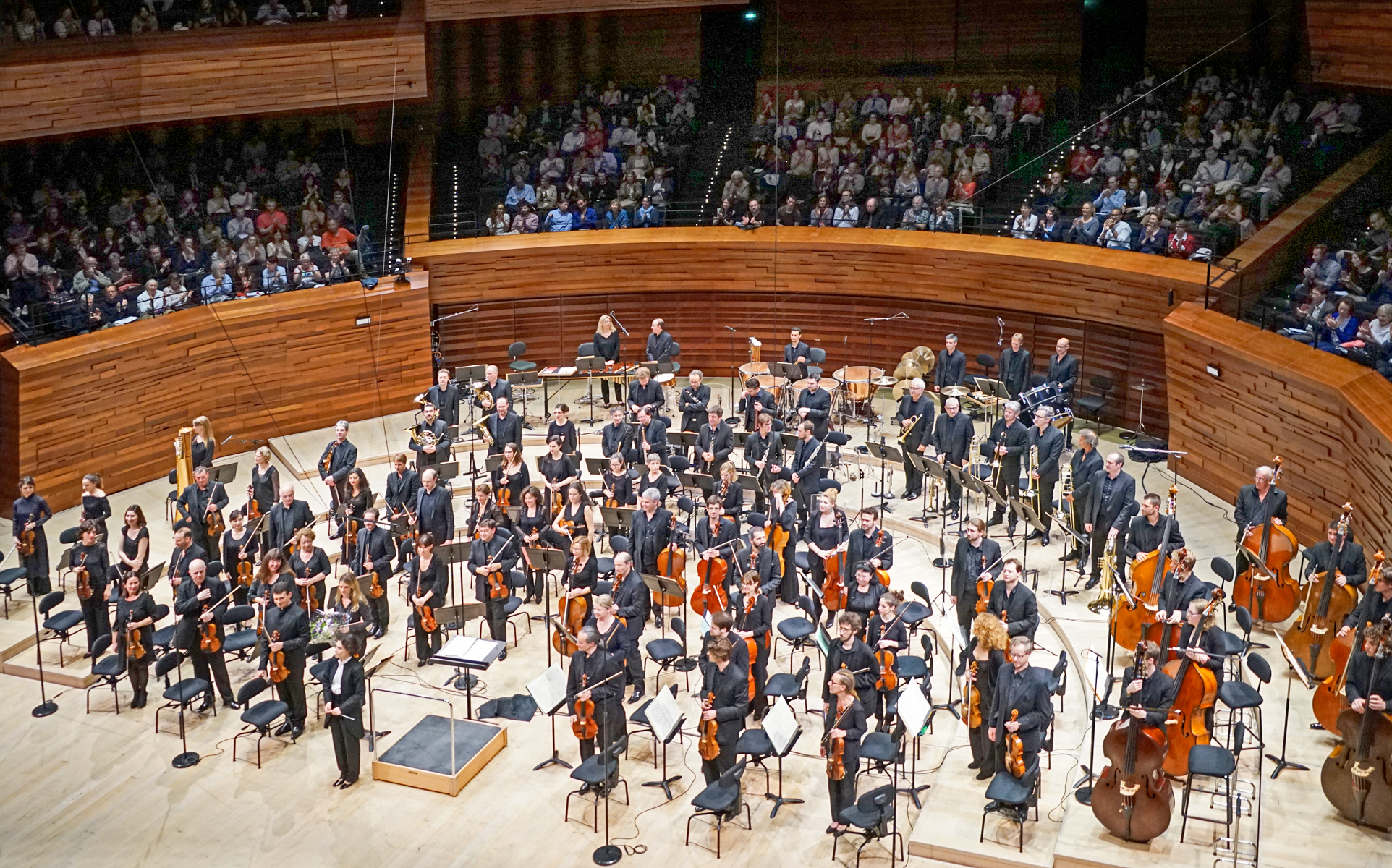
Orchestre philharmonique de Radio France (2016).

Le répertoire de l'orchestre symphonique recense l'ensemble des œuvres composées pour ce type de formation musicale au travers des différentes périodes musicales allant du XVIIe siècle au XXIe siècle. Le répertoire de l'orchestre possède toute une palette éclectique de musique profane et sacrée, avec ou sans chœur, avec ou sans soliste. 
L'orchestre symphonique devient réellement mâture et se stabilise au XIXe siècle.

## Concertos grosso
Le Concerto grosso est représentatif de la musique baroque des XVIIe et XVIIIe siècles; il entretient un dialogue entre soliste(s) et orchestre. Il préfigure le Concerto avec soliste.

## Concertos pour soliste(s) et orchestre
La plupart des instruments de l'orchestre peuvent jouer des concertos interprétées par des virtuoses et accompagnés par l'orchestre. 

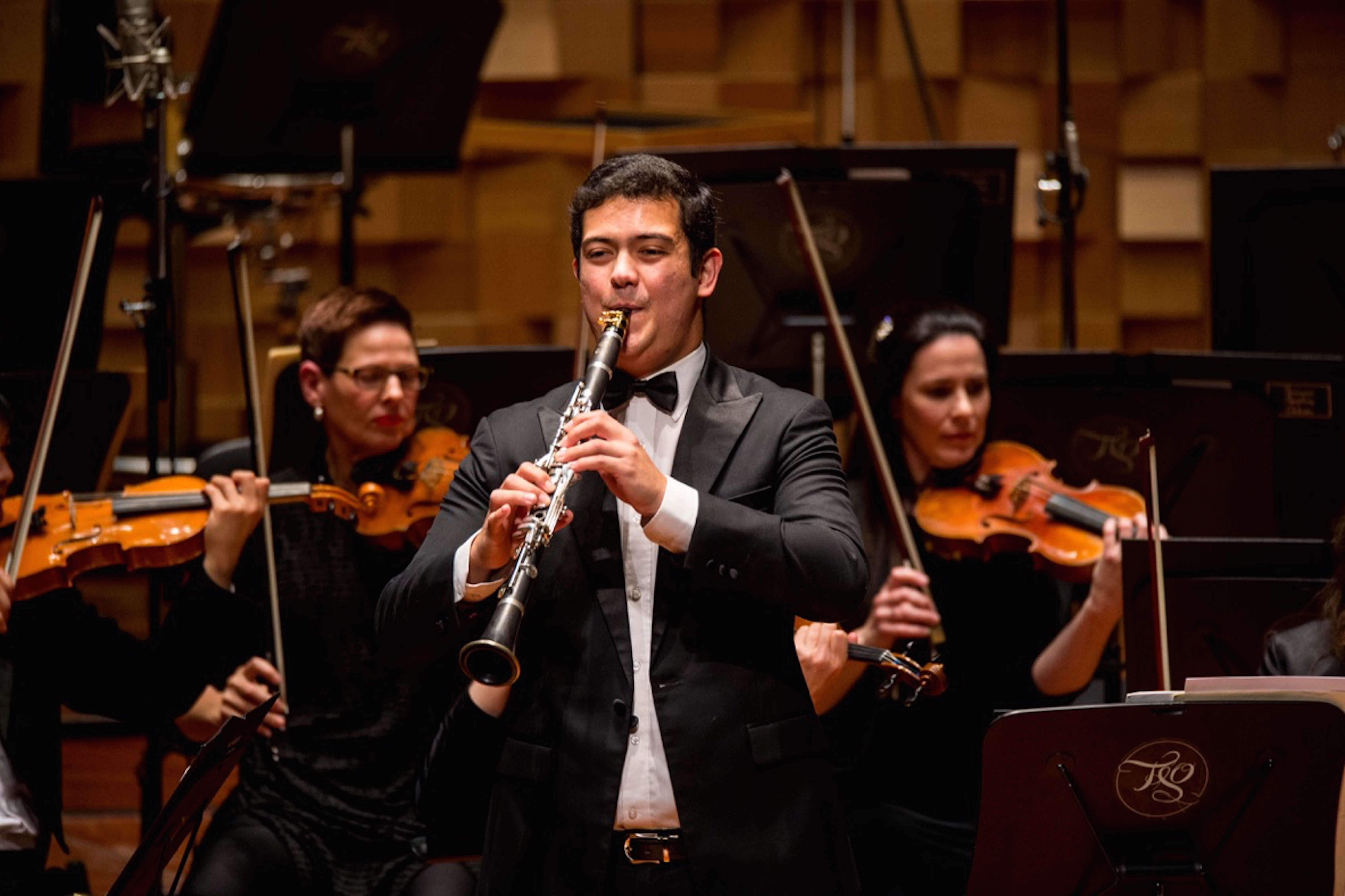
Un soliste à la clarinette.

Cordes
Bois
Cuivres
Percussions

## Musique à programme
Le XIXe siècle voit se développer la musique à programme:

### Symphonies

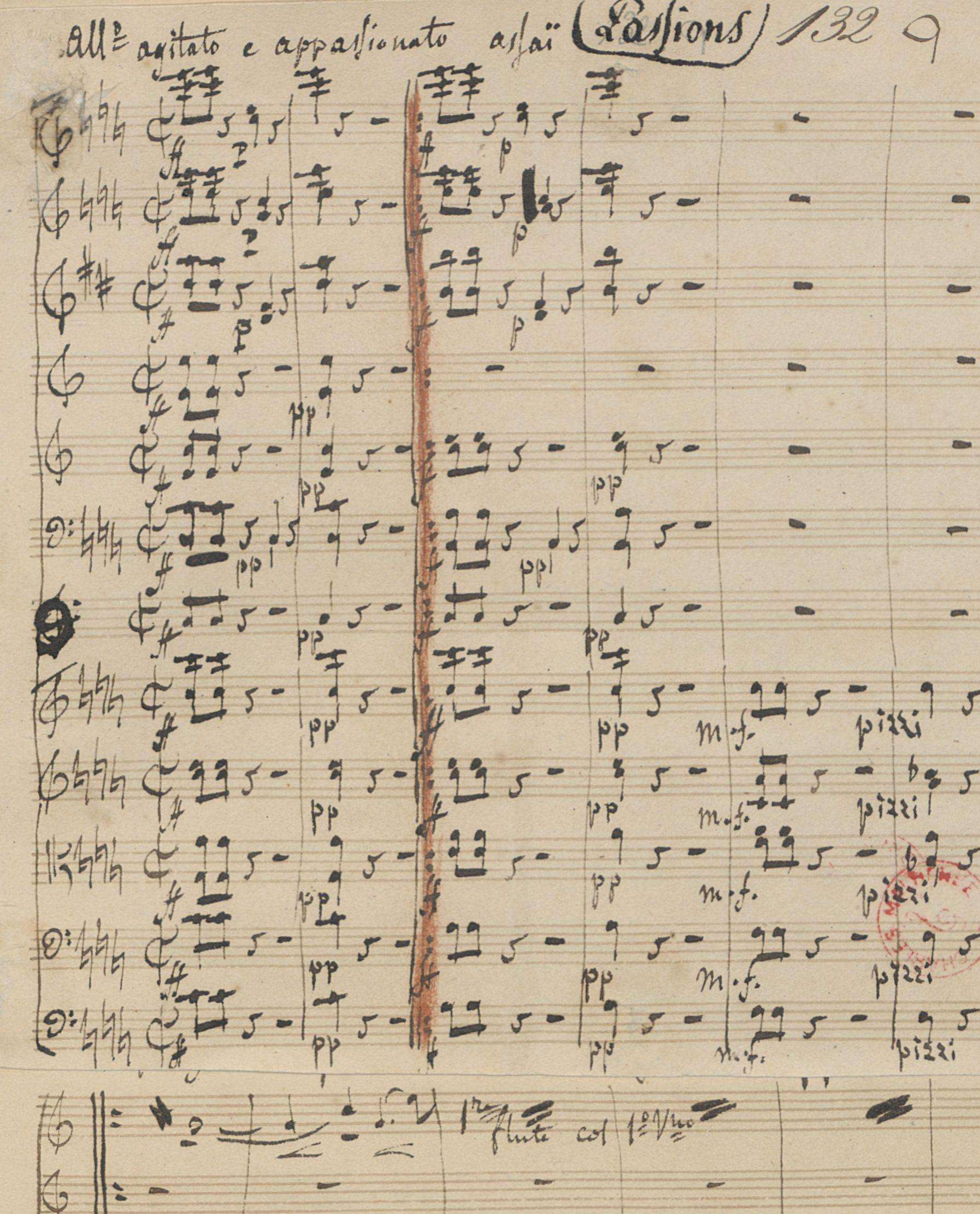
Hector Berlioz, extrait de la Symphonie fantastique (1830).

### Poèmes symphoniques
Le poème symphonique connait son âge d'or au XIXe siècle.

## Concertos pour orchestre
Le Concerto pour orchestre prend son essor au XXe siècle.

## Suite orchestrale
La suite orchestrale existe et perdure depuis la période baroque jusqu'à nos jours. Les quatre suites pour orchestre de Bach (1717-1723) sur la base de l'ouverture à la française mise au point par Lully constituent un pivot du genre.

## Ouvertures
L'ouverture est une forme musicale particulièrement travaillée par les compositeurs pour introduire une œuvre conséquente (ballet, opéra).

## Chant et orchestre
La mélodie avec orchestre apparaît au XIXe siècle avec des œuvres de Berlioz et ne nécessite pas de mise en scène comme à  l'opéra.
L'ode-symphonie est typique du romantisme français du XIXe siècle ; il a recours à des chanteurs, chœur et orchestre. Le genre a été créé en 1847 par Félicien David (1810-1876) avec Le Désert.
Le lied avec orchestre regroupe les œuvres allemandes.

## L'orchestre dans la musique de film
De nombreux compositeurs de musique de film ont recours à un orchestre symphonique pour leur composition originale.
Dans certains films, le metteur en scène peut avoir recours à des œuvres célèbres du répertoire de la musique symphonique.
Par exemple,
- Thème principal : Sarabande  d'Haendel pour le film Barry Lyndon de Stanley Kubrick.